# Aeropuerto de La Coruña
El Aeropuerto Internacional de La Coruña (IATA: LCG, OACI: LECO) (oficialmente Aeropuerto Internacional de A Coruña), también conocido popularmente como Aeropuerto de Alvedro, es un aeropuerto español de Aena que se encuentra situado en Alvedro, en el municipio de Culleredo, limítrofe con el de La Coruña y a 8 km del centro de la ciudad de La Coruña.

## Historia
El primer proyecto del aeropuerto para la ciudad de La Coruña se aprueba en el Consejo de Ministros del 11 de septiembre de 1953 y declara la obra de urgente realización. Si no hay un proyecto anterior a este es en parte a las dificultades orográficas y meteorológicas de la zona, y al impulso dado a la construcción del Aeropuerto de Lavacolla en Santiago de Compostela que fue inaugurado en el año 1935.
Ese primer proyecto contempla la construcción de un campo de vuelos en la meseta de Alvedro (Culleredo), que se considera suficiente para la construcción de un aeródromo tipo C. En posteriores proyectos se incluye la construcción de una zona de estacionamiento y de una terminal de viajeros.
En el año 1961 se instala una radiobaliza y los grupos electrógenos de la central eléctrica, y en 1962 se construye el edificio terminal, se realiza la señalización de la pista de vuelo y se urbaniza el área terminal. Mientras se realizan estas obras, la Diputación Provincial de La Coruña se encarga de la construcción de la carretera que unirá el aeropuerto con La Coruña y con Santiago, y la Dirección de Protección de Vuelo completa las instalaciones de ayuda a la navegación del aeropuerto. En 1963 se construye un edificio de servicios.
Una vez terminadas estas obras, en mayo de 1963 se abre el aeropuerto al tráfico aéreo civil nacional. La inauguración tiene lugar el 25 de mayo de ese año, día en que llega el primer avión comercial desde Madrid. Este primer vuelo lo opera la compañía Aviaco.
En 1964, y solo durante un año, opera la línea Vigo-La Coruña-Santander-San Sebastián-Barcelona con aviones Convair 400. No es hasta 1971 cuando se retoma esta línea, con el mismo resultado discreto. A finales de los 60 llegan los primeros vuelos chárter, desde Suiza y Londres.
El 13 de agosto de 1973 se produce el accidente aéreo del Vuelo 118 de Aviaco en el cercano pueblo de Montrove, en el que mueren todos los pasajeros y tripulantes, cuando el avión intentaba el aterrizaje. Las causas del accidente fueron humanas, al bajarse los pilotos de los mínimos de aproximación en un día en el que había una espesa niebla en el momento del fatal aterrizaje.

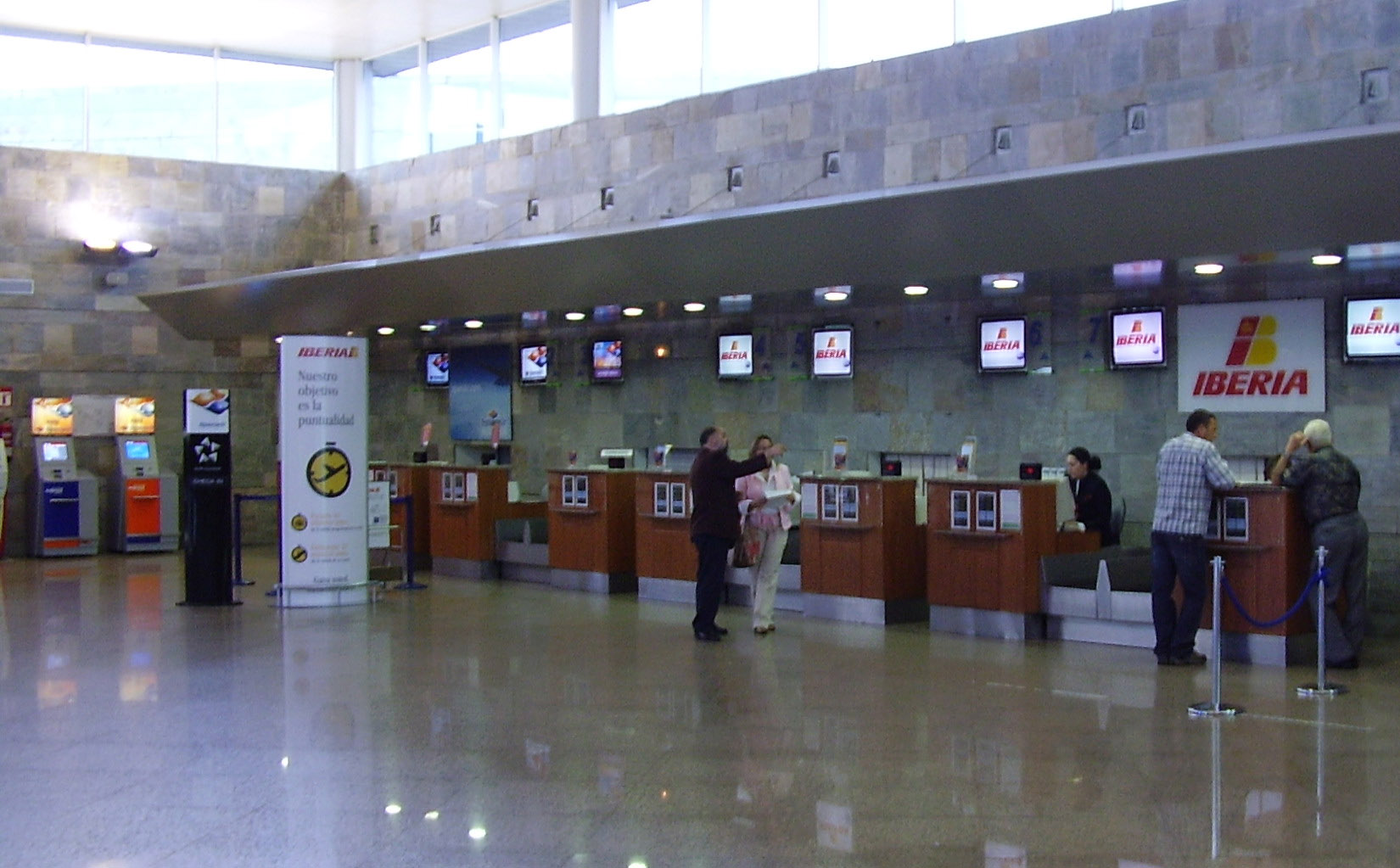
Mostradores de facturación del Aeropuerto de La Coruña.

A finales de los 70, en 1979, con la apertura de una delegación de aduana en el propio aeropuerto, se habilita para operaciones aduaneras de pasajeros y mercancías.
En los años 1989 y 1990 se amplían las cabeceras sur y norte respectivamente, y se procede al giro de un grado y doce minutos en la dirección de la pista de vuelo. Se instala, además, un sistema PAPI de ayuda visual al aterrizaje y un sistema ILS de ayuda instrumental.
El 28 de abril de 1990 vuelve a abrirse al tráfico aéreo y el 11 de mayo se retoman los vuelos regulares con Madrid y Barcelona con la compañía aérea Aviaco.
En 1994 ya eran 259.000 los pasajeros que volaban en un año gracias al Aeropuerto de La Coruña, y ese crecimiento es el que aconsejó la construcción del nuevo edificio terminal, su urbanización y la ampliación del área de estacionamiento de aeronaves. Estas nuevas instalaciones se inauguraron el 19 de diciembre de 1995.
Se instalaron pasarelas y, en 2001 entró en servicio el edificio terminal de carga. Actualmente el aeropuerto cuenta con una única pista (21-03) con una longitud de 2.340 metros y una capacidad de 12 movimientos por hora. El 22 de marzo de 2011, Aena adjudicó a la UTE: Azvi S.A., Puentes y Calzadas Infraestructuras S.L.U. y Ciser Obras y Servicios S. L. la ampliación de la pista hasta los 2482 metros [cita requerida] lo que posibilitará el despegue y aterrizaje de aeronaves tipo A-320 a plena carga.
En marzo del 2009 se acabó de construir el aparcamiento provisional de vehículos, mientras durasen las obras de remodelación del aparcamiento principal. Estaba conectado con la terminal por un servicio de autobús gratuito. Actualmente esta infraestructura se encuentra en abandono. En noviembre de 2010 estas obras concluyen y el aparcamiento principal cuenta ahora con 1800 plazas en su emplazamiento original, frente a la Terminal. Estas obras costaron unos 34 millones de euros. También se están llevando a cabo obras para ampliar la terminal y para unos nuevos accesos por carretera, y actualmente, cuenta con una nueva sala de negocios vip.
En 2011 la pista 04 del aeropuerto coruñés cambió a ser la pista 03, al igual que la 22 pasó a ser la 21.
El 25 de junio de 2015 la pista se amplió 400 metros hasta los 2340 metros asfaltados, contando con una plataforma de viraje adicional.

## Infraestructuras

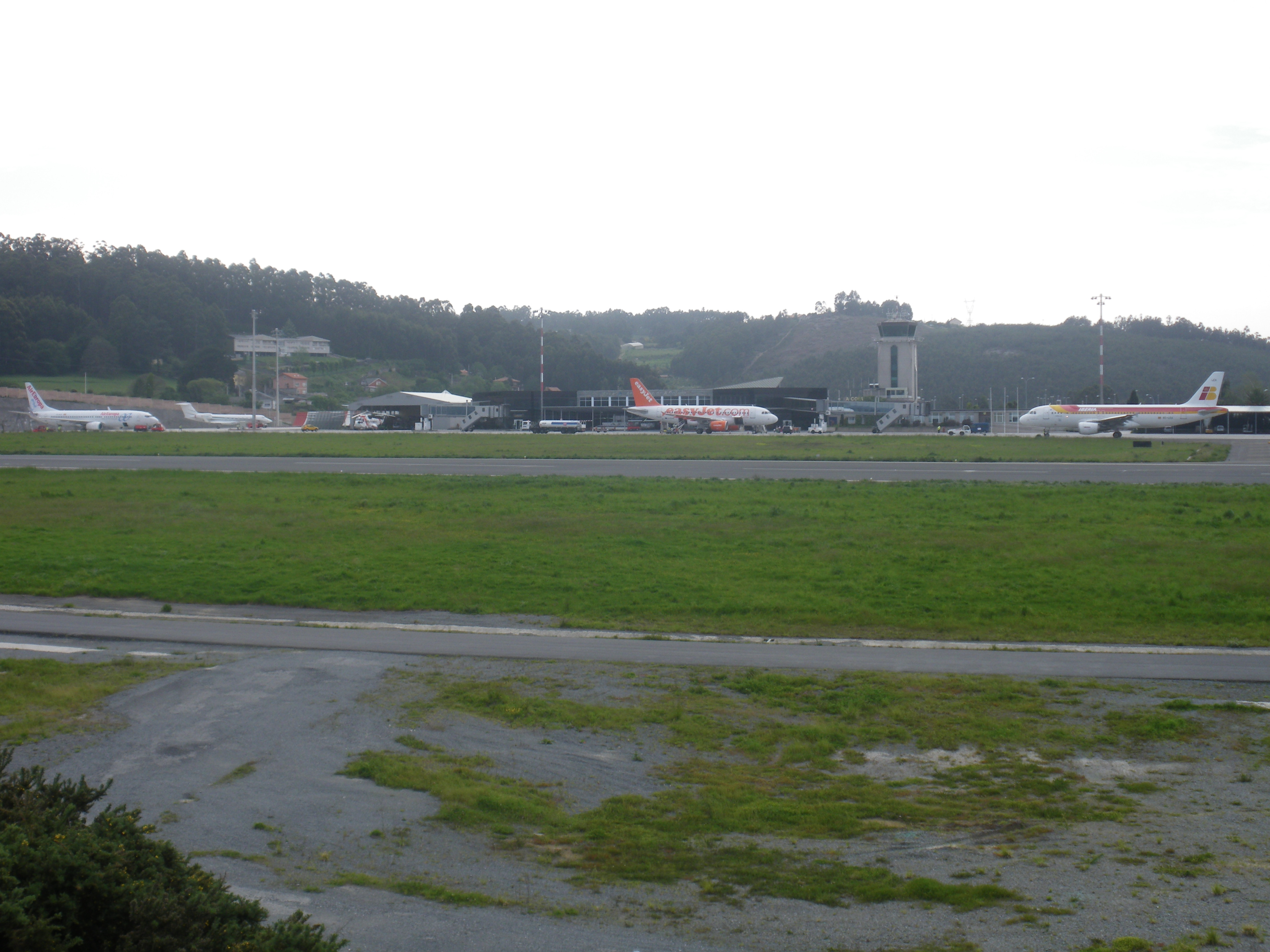
Vista de la plataforma de aeronaves civiles del Aeropuerto de La Coruña. Vemos un A319 de EasyJet, un A320 de Iberia, un B737-800 de Air Europa y un G550 de TAG España.

El Aeropuerto de La Coruña cuenta con una pista asfaltada en su totalidad de 2340 metros con orientación 35°/215°, siendo resultado las pistas 03 y 21. Esta última cabecera cuenta con ayudas instrumentales VOR-DME, NDB e  ILS CAT II, mientras que la pista 03 pese a la insistencia por parte de las aerolíneas de que se instale un VOR [cita requerida] al no ser posible el uso de un ILS por la proximidad de un monte de alta elevación que deja tras de si el punto de decisión, la cabecera no cuenta con ninguna ayuda instrumental, de modo que las aproximaciones a dicha pista son completamente visuales. El 25 de junio de 2015 la pista quedó ampliada en 400 metros hasta los 2340 metros asfaltados, permitiendo la operatividad de aviones del tipo Airbus A320 a carga completa, o modelos de mayores dimensiones utilizados en vuelos transoceánicos con cierta penalización de carga, como los Airbus A330 o los Boeing 777[cita requerida]. El aeropuerto tenía, hasta la ampliación de pista la segunda más pequeña de los aeropuertos españoles peninsulares después de la pista del aeropuerto de San Sebastián.
El aeropuerto cuenta con una terminal inaugurada en 1996, que cuenta con una cafetería, tiendas y, por supuesto, la zona de facturación y embarque, con 6 puertas de embarque en total.
El aparcamiento del aeropuerto terminó sus obras de ampliación en noviembre de 2010, lo que implica un aumento considerable de plazas para vehículos, casi 2000, distribuidas en cuatro niveles (uno a nivel de suelo y tres plantas subterráneas). Mientras duraron las obras de ampliación, se encontraba en servicio el aparcamiento público provisional P3, situado en la rotonda de acceso a las instalaciones aeroportuarias, a unos setecientos metros de la terminal y conectado con esta a través de un bus lanzadera, que prestaba servicio gratuito de manera continua durante todo el horario de vuelos.
Otros de los servicios con los que cuenta el aeropuerto son un pequeño parque de bomberos, un autobús para desplazar a los pasajeros hasta los aviones que haya en pista y una estación turística para vuelos en avioneta por la ciudad de La Coruña.

## Comunicaciones
Actualmente se puede acceder al aeropuerto desde la N-550, carretera que une La Coruña y Tuy, a unos 7 kilómetros del centro de la ciudad. El aeropuerto está también conectado a la autovía AC-14, que une la Tercera Ronda de La Coruña con la autovía A-6 (autovía del Noroeste, Madrid-La Coruña) mediante un ramal de enlace de 2 km de longitud. Está previsto conectar la autopista AP-9 (La Coruña-Portugal) a la altura de la estación de servicio del Burgo, con la cabecera 21 del aeropuerto.
Cuenta con conexión de autobús interurbano con los municipios de La Coruña, Bergondo, Cambre, Sada, Oleiros y Culleredo (líneas A4, D3, D5 y D6). Realiza paradas, entre otras, frente a las estaciones de autobuses y de ferrocarril de La Coruña, ambas situadas a unos 9 km de distancia del aeropuerto.
En cuanto a conexiones ferroviarias, a 2 km de las instalaciones aeroportuarias se encuentra la estación de El Burgo-Santiago con conexiones con Ferrol, Lugo, Betanzos y Monforte de Lemos, entre otras localidades.

## Aerolíneas y destinos

### Aerolíneas

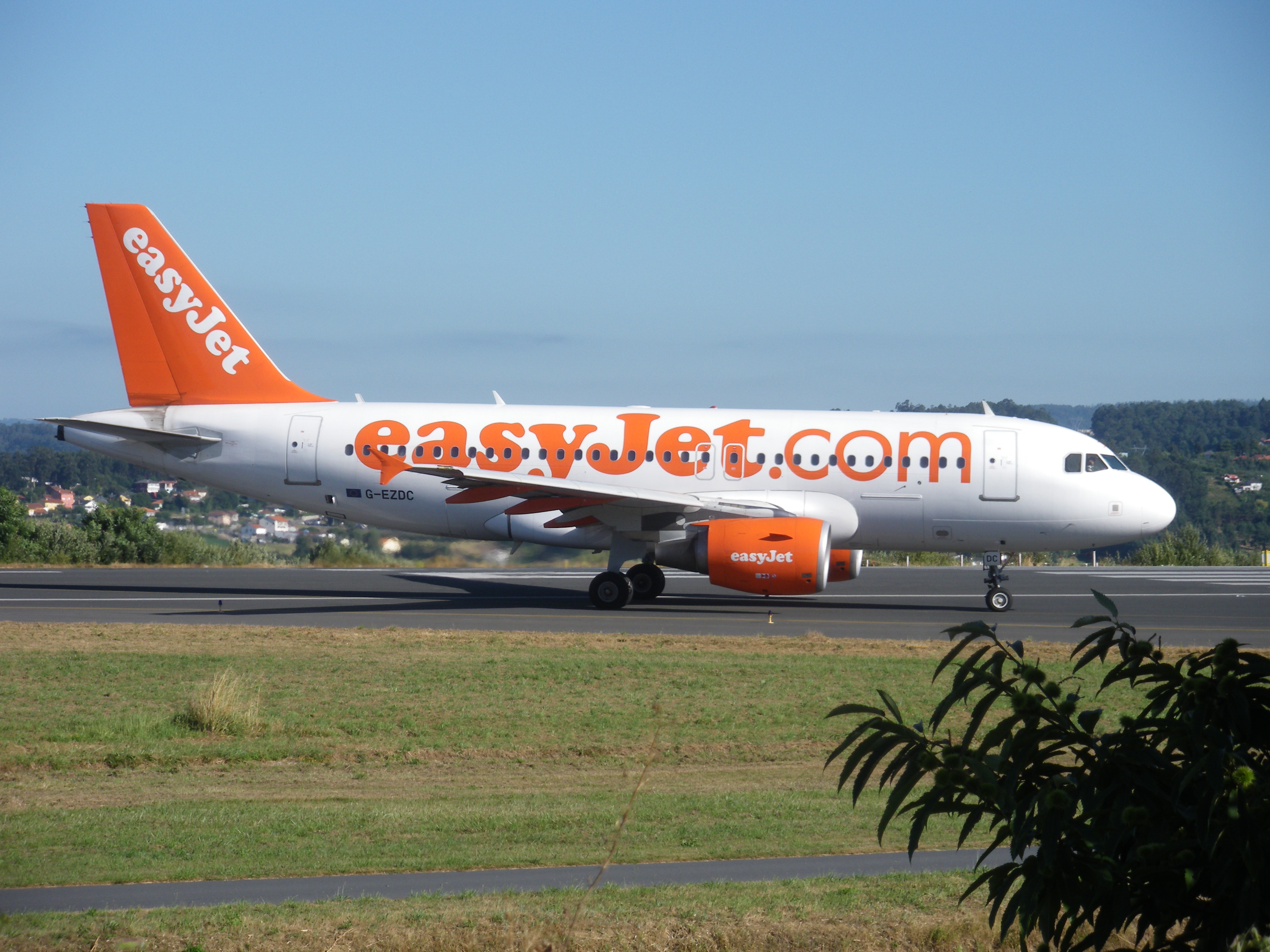
Un Airbus A319 de EasyJet alineando pista 03 para despegar de Alvedro

En la actualidad operan 5 aerolíneas en el aeropuerto de La Coruña:
Aerolíneas regulares:
- España: Air Europa
- España: Binter Canarias
- España: Iberia LAE

Aerolíneas low-cost:
- España: Volotea
- España: Vueling Airlines
- Reino Unido: Easyjet

Aerolíneas de aerotaxi:
- Luxemburgo: TAG Aviation
- España: Gestair (también operadora de handling)
- España: Airnor (no tiene base)
- Alemania: ProAir Aviation GmbH (no tiene base)

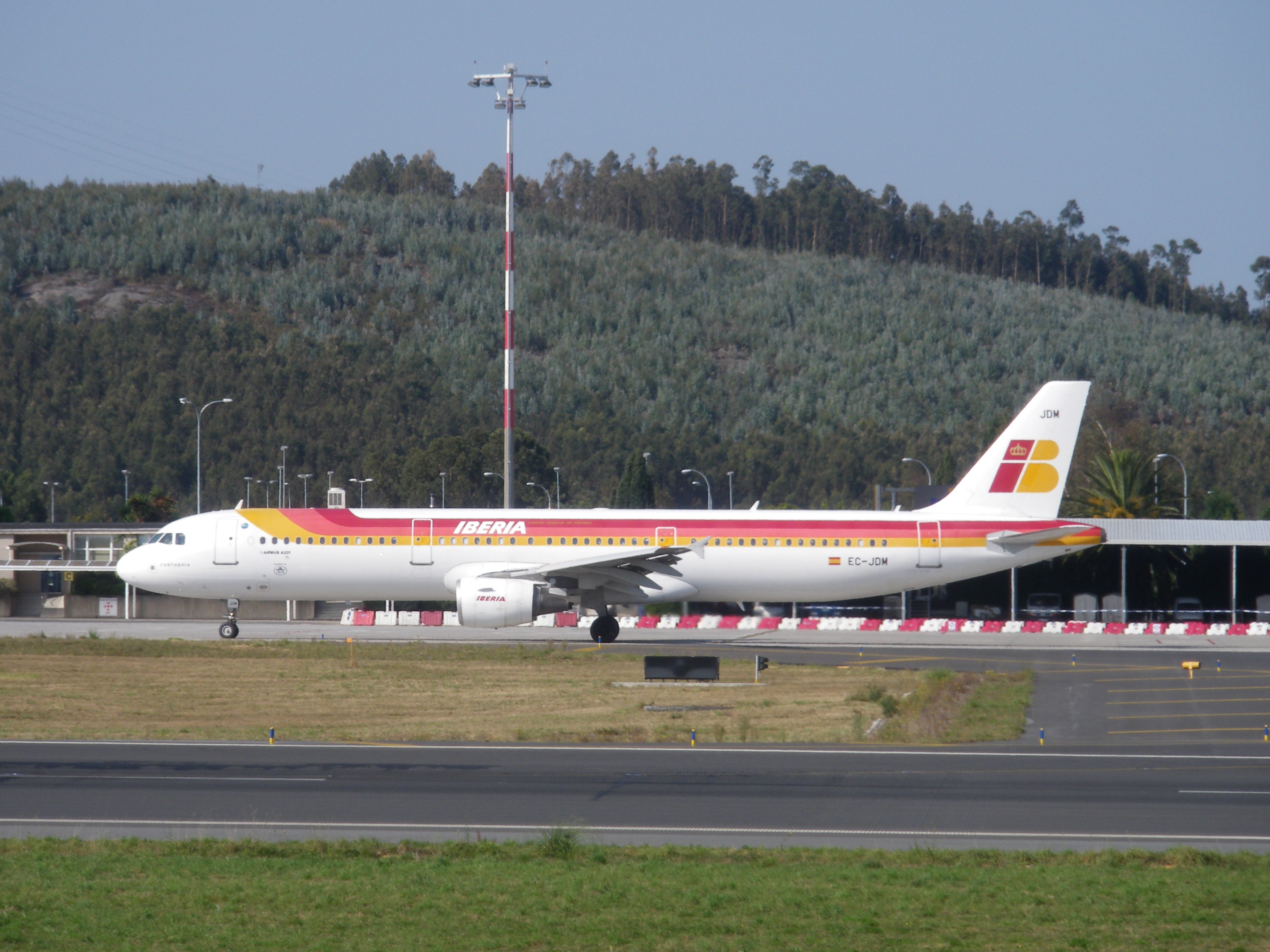
Airbus A321 de Iberia en el Aeropuerto de La Coruña.

Escuela de pilotos/trabajos aéreos:
- España: Aeroflota del Noroeste

### Destinos

#### Destinos nacionales
| Ciudad               | Nombre del aeropuerto                          | Aerolíneas                            | Aeronaves          | Frecuencias semanales |
| España               | España                                         | España                                | España             | España                |
| -------------------- | ---------------------------------------------- | ------------------------------------- | ------------------ | --------------------- |
| Andalucía            |                                                |                                       |                    |                       |
| Málaga               | Aeropuerto de Málaga                           | Volotea                               | A3xxceo            | L M X J V S D         |
| Islas Baleares       |                                                |                                       |                    |                       |
| Menorca              | Aeropuerto de Menorca                          | Volotea (Estacional)                  | A3xxceo            | L M X J V S D         |
| Canarias             |                                                |                                       |                    |                       |
| Gran Canaria         | Aeropuerto de Gran Canaria                     | Binter Canarias                       | E195-E2            | L M X J V S D         |
| Tenerife             | Aeropuerto de Tenerife-Norte                   | Binter Canarias                       | E195-E2            | L M X J V S D         |
| Cataluña             |                                                |                                       |                    |                       |
| Barcelona            | Aeropuerto Josep Tarradellas Barcelona-El Prat | Vueling                               | A3xx               | L M X J V S D         |
| Comunidad de Madrid  |                                                |                                       |                    |                       |
| Madrid               | Aeropuerto Adolfo Suárez Madrid-Barajas        | Air Europa Air Nostrum Iberia Vueling | B737 CRJ-1000 A3xx | L M X J V S D         |
| Comunidad Valenciana |                                                |                                       |                    |                       |
| Valencia             | Aeropuerto de Valencia                         | Volotea                               | A3xxceo            | L M X J V S D         |

#### Destinos Internacionales
| Ciudades por países | Nombre del aeropuerto         | Aerolíneas          | Aeronaves | Frecuencias semanales |
| Europa              | Europa                        | Europa              | Europa    | Europa                |
| ------------------- | ----------------------------- | ------------------- | --------- | --------------------- |
| Italia              |                               |                     |           |                       |
| Milán               | Aeropuerto de Milán-Malpensa  | easyJet Europe      | A3xx      | L M X J V S D         |
| Reino Unido         |                               |                     |           |                       |
| Londres             | Aeropuerto de Londres Gatwick | Vueling             | A3xx      | L M X J V S D         |
| Suiza               |                               |                     |           |                       |
| Ginebra             | Aeropuerto de Ginebra         | easyJet Switzerland | A3xx      | L M X J V S D         |

Asimismo, operan vuelos de carácter estacional. En la actualidad es el segundo aeropuerto de los 3 que hay en Galicia por tráfico de pasajeros y movimiento de aeronaves y el tercero en transporte de mercancías.[cita requerida] Es además base de un helicóptero (EC-MCR) de la Sociedad de Salvamento y Seguridad Marítima (SASEMAR), de la Unidad Aérea de la Dirección General de Tráfico y del Servicio Aéreo de la Guardia Civil en Galicia, además de la flota de AFN (dedicada a la enseñanza de pilotos y tripulantes de cabina) así como alguna aeronave privada.
En su momento, cuando la Brigada Aerotransportable (BRILAT) estaba destinada en La Coruña, era importante el movimiento de aviones de transporte de la Fuerza Aérea en este Aeropuerto, aunque se sigue utilizando por aviones de la Armada para ejercicios con los buques de la base naval de Ferrol, La Coruña y también por aviones del 45Grupo de FFAAs para transporte vip. Hace un año y medio comenzó la ampliación de la pista en 400 metros, para que puedan aterrizar aviones de tamaño superior a los Airbus A320, Boeing B737 o Boeing B717 que aterrizan actualmente, o que al menos, lo hagan con mayor margen de seguridad. Los aviones más grandes que aterrizaron en este aeropuerto fueron un Boeing 777-200 con el equipo italiano Juventus de Turín y un Airbus A310 con la expedición del Tranbzosport turco, en Liga de Campeones. También, ha sido adjudicada la ampliación de la terminal de pasajeros para empezar en septiembre de 2012, lo que podrá dar servicio a 2,5 millones de pasajeros, frente al 1,3 millones actuales. La nueva terminal duplicará la superficie actual, pasando de 9000 metros cuadrados a 18 000. Contará con 12 puertas de embarque, 4 de ellas con pasarela (finger), frente a las 6 puertas actuales, de las cuales solo 2 tienen finger. Está previsto que las obras tanto de la terminal como de la pista finalicen en abril de 2014 (A fecha de 8 de enero de 2019 todavía no han empezado con las obras en la terminal). Se ha finalizado un enlace con la Autovía del Noroeste Madrid - La Coruña y esta próximo a hacerse otro con el centro de La Coruña a través de la III Ronda, estando previsto en el futuro otro con la AP-9 La Coruña-Tuy. Actualmente, la ampliación de la terminal sigue sin ser realizada, aún siendo esta una obra necesaria para permitir un mejor funcionamiento del aeropuerto

## Exoperadoras

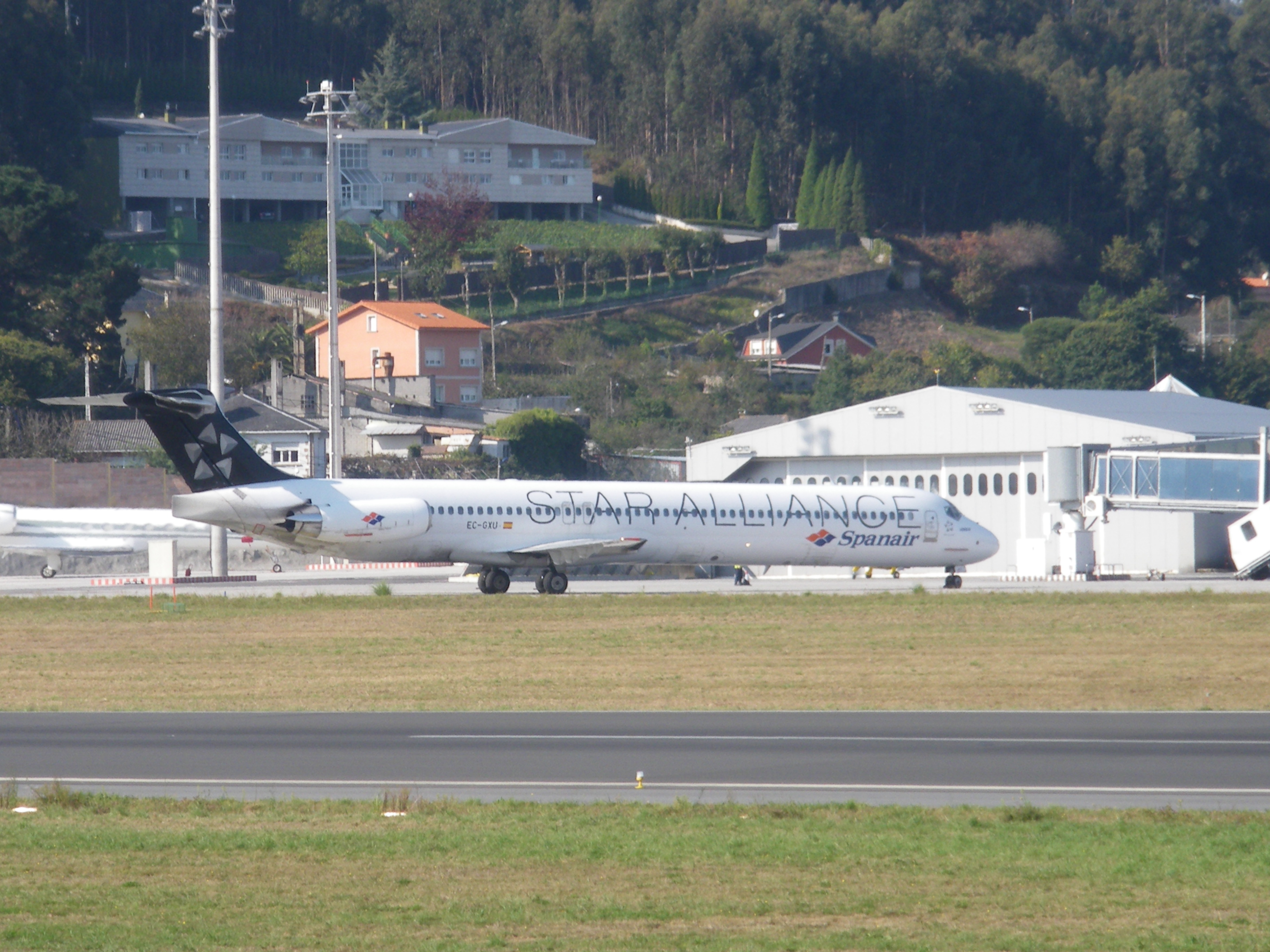
Un MD-83 de Spanair con los colores de la alianza Star Alliance.

Desde la inauguración del aeropuerto hasta la actualidad han sido diversas las aerolíneas que han operado en el aeródromo, teniendo una lista de las antiguas operadoras, que por un motivo o por otro se han marchado:
- Aviaco: absorbida por Iberia en 1999 y traspasando todos sus vuelos a la misma.
- AeBal: convertida en Quantum Air y quebrada posteriormente.
- Clickair: fusionada con Vueling Airlines en 2008 y actualmente operando bajo dicho nombre.
- Spanair: quebrada a 27 de enero de 2012, suprimiendo todos sus vuelos.
- TAP Express: suprimió en octubre de 2018 todos sus vuelos al aeropuerto.

## Tráfico
| 1994    | 1995    | 1996    | 1997    | 1998    | 1999    | 2000    | 2001    | 2002    | 2003    | 2004    | 2005    | 2006      | 2007      | 2008      |
| ------- | ------- | ------- | ------- | ------- | ------- | ------- | ------- | ------- | ------- | ------- | ------- | --------- | --------- | --------- |
| 259.000 | 295.286 | 359.854 | 412.325 | 452.367 | 492.611 | 589.000 | 654.064 | 532.236 | 549.850 | 586.218 | 852.043 | 1.014.500 | 1.266.804 | 1.174.970 |
|         |         |         | +14.58% | +9.71%  | +8.9%   | +19.57% | +11.05% | -18.62  | +5.07   | +6.61%  | +45.53% | +19.07%   | +24.87%   | -7,2%     |

| 2009      | 2010      | 2011      | 2012    | 2013    | 2014    | 2015      | 2016      | 2017      | 2018      | 2019      | 2020    | 2021    | 2022    | 2023      |
| --------- | --------- | --------- | ------- | ------- | ------- | --------- | --------- | --------- | --------- | --------- | ------- | ------- | ------- | --------- |
| 1.068.823 | 1.101.208 | 1.012.800 | 845.452 | 839.837 | 988.834 | 1.025.688 | 1.063.291 | 1.141.242 | 1.225.763 | 1.352.583 | 436.765 | 594.584 | 963.957 | 1.252.022 |
| -9.05%    | +3.03%    | -8.03%    | -16,52% | -0.66%  | +17,7%  | +3,7%     | +3,7%     | +7,3%     | +7,4%     | +10,3%    | -67,7%  | +36,1   | +62,1%  | +29.9%    |

### Evolución del tráfico
|  |

### Destinos con mayor demanda
| Posición | Ciudad             | Pasajeros 2019 | Diferencia 2018-2019 |
| -------- | ------------------ | -------------- | -------------------- |
| 1        | Madrid             | 679.386        | 5,37 %               |
| 2        | Barcelona          | 319.926        | 10,51 %              |
| 3        | Londres            | 112.155        | 0,11 %               |
| 4        | Sevilla            | 88.127         | 17,6 %               |
| 5        | Bilbao             | 31.912         |                      |
| 6        | Valencia           | 31.897         | 17,34 %              |
| 7        | Palma de Mallorca  | 27.189         | 36,22 %              |
| 8        | Málaga             | 18.890         |                      |
| 9        | Gran Canaria       | 15.408         | 42,21 %              |
| 10       | Tenerife (TFN+TFS) | 14.507         | 34,04 %              |

## Medio ambiente

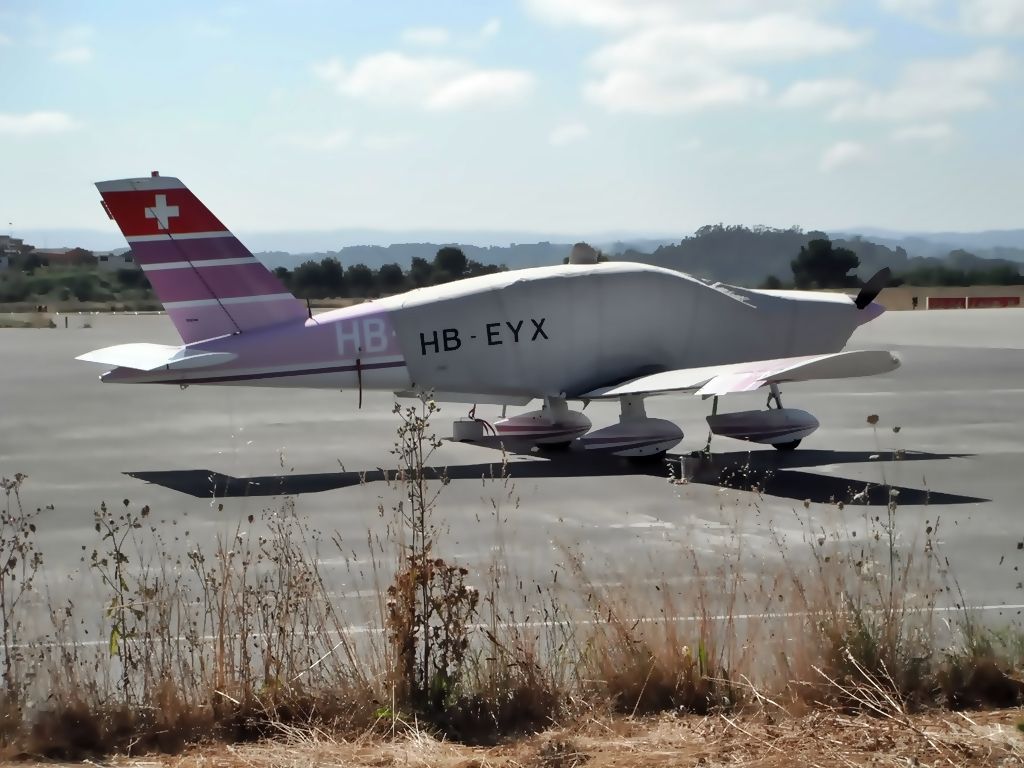
Avioneta suiza en la plataforma de aviación general del aeropuerto de La Coruña.

El 20 de junio de 2001 el aeropuerto recibió la certificación ISO 14001 por la implantación del sistema de gestión medioambiental, convirtiéndose en el tercer aeropuerto español en poseer esa certificación. El sistema de gestión medioambiental quiere prevenir la contaminación generada por las actividades, productos y servicios del aeropuerto. Tiene otros objetivos, como el estudio y promoción de todas las medidas necesarias para minimizar otros impactos generados por agentes externos. Las políticas medioambientales se comunican a empleados, contratistas y concesionarios del aeropuerto para su concienciación a través de programas de sensibilización y formación medioambiental.